# Artha
Unter Artha (Sanskrit अर्थ ‚zweckdienlich‘ ‚Vorteil‘ ‚Nutzen‘ ‚das Nützliche‘  ‚Besitz‘  ‚Reichtum‘  ‚Vermögen‘  ‚Wohlstand‘) wird im Hinduismus eines der "vier legitimen Ziele" (Purusharthas) menschlichen Lebens verstanden. Es steht für den Wohlstand, der nicht nur materiell bedingt ist, sondern zu dem auch Dinge gehören, die man zum Leben und zum Erfüllen seiner Aufgaben benötigt.
Neben Artha gehören zu den Purusharthas noch Dharma, Kama und Moksha.